# Challenger de Caltanissetta 2013
El Città di Caltanissetta 2013 fue un torneo de tenis profesional que se jugó en canchas de arcilla. Se trató de la edición n.º 15 del torneo que forma parte del ATP Challenger Tour 2013. Tuvo lugar en Caltanissetta, Italia entre el 3 y el 9 de junio de 2013.

## Jugadores participantes del cuadro de individuales

### Cabezas de serie
| País                        | Jugador               | Rank1 | Favorito |
| Bandera de Eslovaquia       | Martin Kližan         | 35    | 1        |
| Bandera de los Países Bajos | Robin Haase           | 66    | 2        |
| Bandera de Argentina        | Leonardo Mayer        | 73    | 3        |
| Bandera de Argentina        | Guido Pella           | 83    | 4        |
| Bandera de los Países Bajos | Thiemo de Bakker      | 95    | 5        |
| Bandera de Argentina        | Martín Alund          | 100   | 6        |
| Bandera de Italia           | Filippo Volandri      | 111   | 7        |
| Bandera de España           | Rubén Ramírez Hidalgo | 123   | 8        |
| --------------------------- | --------------------- | ----- | -------- |

- 1 Se ha tomado en cuenta el ranking del día 27 de mayo de 2013

### Otros participantes
Los siguientes jugadores recibieron una invitación (wild card), por lo tanto ingresan directamente al cuadro principal (WC):
- Martin Kližan
- Potito Starace
- Marco Cecchinato
- Salvatore Caruso

Los siguientes jugadores ingresan al cuadro principal tras disputar el cuadro clasificatorio (Q):
- Andrea Arnaboldi
- Juan Carlos Sáez
- Andrés Molteni
- Philipp Oswald

El siguiente jugador ingresó al cuadro principal como perdedor afortunado:
- Alessandro Giannessi

## Jugadores participantes en el cuadro de dobles

### Cabezas de serie
| País                        | Jugador          | País                        | Jugador           | Rank1 | Favorito |
| Bandera de Alemania         | Dominik Meffert  | Bandera de Austria          | Philipp Oswald    | 249   | 1        |
| Bandera de los Países Bajos | Thiemo de Bakker | Bandera de los Países Bajos | Robin Haase       | 254   | 2        |
| Bandera de Chile            | Jorge Aguilar    | Bandera de Argentina        | Federico Delbonis | 336   | 3        |
| Bandera de Argentina        | Renzo Olivo      | Bandera de Argentina        | Marco Trungelliti | 379   | 4        |
| --------------------------- | ---------------- | --------------------------- | ----------------- | ----- | -------- |

- 1 Se ha tomado en cuenta el ranking del día 27 de mayo de 2013

### Otros participantes
Los siguientes jugadores recibieron una invitación (wild card), por lo tanto ingresan directamente al cuadro principal:
- Marco Cecchinato /  Alessio di Mauro
- Omar Giacalone /  Gianluca Naso
- Walter Trusendi /  Matteo Viola

## Campeones

### Individual Masculino
- Dušan Lajović derrotó en la final a  Robin Haase por 7–6, 6–3

### Dobles Masculino
- Dominik Meffert /  Philipp Oswald derrotaron en la final a  Alessandro Giannessi /  Potito Starace por 6-2, 6-3.